# Calgary Tower
La Torre di Calgary o Calgary Tower o Husky Tower (il primo nome) è una torre sita a Calgary in Canada; essa è alta 191 m ed è posta a 1 058 m s.l.m.. È stata progettata per resistere a venti di 161 km/h (100 mph). Nel 1968, all’epoca del suo completamento, era la struttura più alta di Calgary e del Canada al di fuori di Toronto.